# Ямхад
Ямхад е древна държава от бронзовата епоха в днешна северна Сирия и съседните части на Турция с център в град Халеб.
Ямхад възниква в края на XIX век пр.н.е. Основната част от жителите му са амореи, но в страната се заселват и много хурити. Ямхад играе важна роля в региона, като негов основен съперник е разположеният на юг град Катна. В края на XVI век пр.н.е. царството е разгромено от хетите, след което е присъединено към Митани.

## Царе на Ямхад
- Самуепух (Сумуепух)
- Ярим-Лим I (ок. 1780—1765)
- Амурапи I
- Аба-Ел I
- Ярим-Лим II
- Никм-Епа I
- Иркабтум
- Амурапи II
- Ярим-Лим III
- Аба-Ел II
- Илимилима I
- Идри-Ми (края на XVI в. пр.н.е.)
- Никм-Епа II
- Илимилима II (средата на XV в. пр.н.е.)